# 미국의 음악
미국의 음악(Music of the United States)은 다양한 스타일의 미국의 다민족 인구를 반영하는 음악이다. 영국, 아프리카, 아일랜드, 라틴아메리카, 유럽 대륙 등의 음악의 영향을 받았다. 미국의 가장 국제적으로 명성을 떨친 음악 장르로는 전통 팝 음악, 재즈, 블루스, 컨트리 음악, 블루그래스, 록 음악, 로큰롤, 리듬 앤 블루스, 팝 음악, 힙합 음악, 솔 음악, 펑크, 복음성가, 디스코, 하우스 음악, 테크노, 래그타임, 두왑, 포크 음악, 아메리카나 음악, 부갈루, 테자노, 레게톤, 서프 음악, 살사 (음악) 등이 있다.

## 같이 보기
- 하와이 음악